# Elaphoglossum sellowianum
Elaphoglossum sellowianum là một loài thực vật có mạch trong họ Lomariopsidaceae. Loài này được (Klotzsch ex Kuhn) T. Moore mô tả khoa học đầu tiên năm 1862.